# Zagrad (Velika Kladuša)
Zagrad es un pueblo de la municipalidad de Velika Kladuša, en el cantón de Una-Sana, Bosnia y Herzegovina.

## Superficie
Posee una superficie de 2,54 kilómetros cuadrados.

## Demografía
Hasta 2013 la población era de 1234 habitantes, con una densidad de población de 485,3 habitantes por kilómetro cuadrado.